# USエアウェイズシャトル
USエアウェイズシャトルは、 かつてアメリカ合衆国北東部でUSエアウェイズが運航を行っていたシャトル便である。ボストンのジェネラル・エドワード・ローレンス・ローガン国際空港、ニューヨークシティのラガーディア空港、ワシントンD.Cのロナルド・レーガン・ワシントン・ナショナル空港に就航していた。

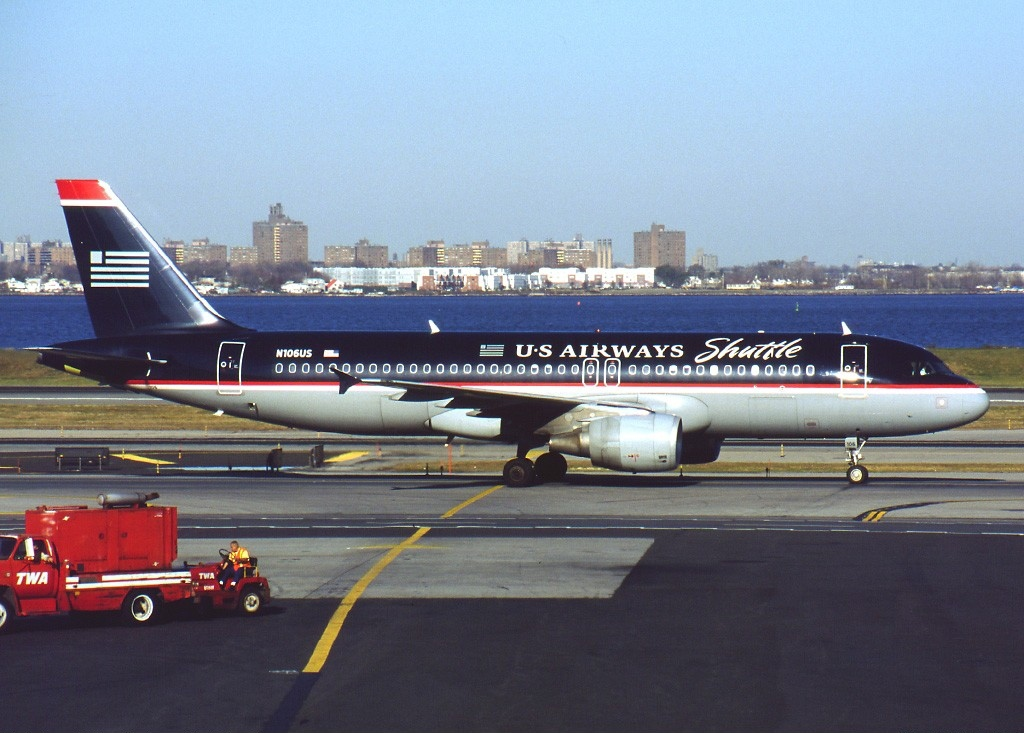
エアバス A320

## 歴史
USエアウェイズシャトルの前身は、1961年から運航を行っていたイースタン航空シャトルで、イースタン航空が運航停止をした後に、ドナルド・トランプが購入した。購入後、トランプ・シャトルとして運航を開始したが、1990年9月に運航停止となり、シティグループ保有の元で販売された。

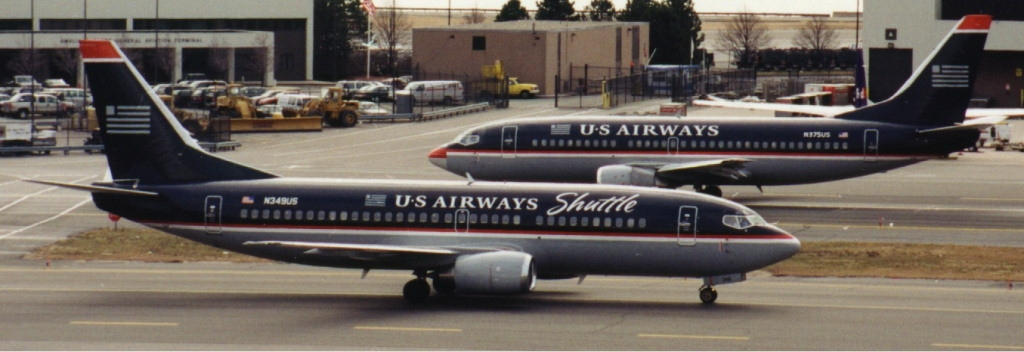
USエアウェイズとUSエアウェイズ・シャトルのボーイング737-300

シティグループの販売について、ノースウエスト航空とアメリカン航空、USエアー・グループが興味を示した。しかし、ノースウエスト航空とアメリカ航空は、銀行側の販売価格での購入に応じなかった。一方、USエアー・グループは銀行との交渉を続け、所有権の40%を引き継ぎ、10年間シャトルの運航を管理するという契約を結んだ。1992年4月12日、USエアーシャトルがトランプ・シャトルの路線を正式に引き継いだ。
1997年初頭に、親会社のUSエアーがUSエアウェイズになったことに伴い、会社名はUSエアウェイズシャトルに変更された。同年11月19日、USエアウェイズ・グループが所有権の90%を購入し、USエアウェイズシャトルは完全な子会社となった。
1999年3月、USエアウェイズシャトルはダラス-ニューヨーク線での運航を開始した。およそ1時間に1便の運航がされていたが、1便あたりの乗客が少ない場合にその便がキャンセルされることがしばしばあった。その際には乗客は前後に運航される便へ振り替えられており、一部のビジネス客などから不評だった。

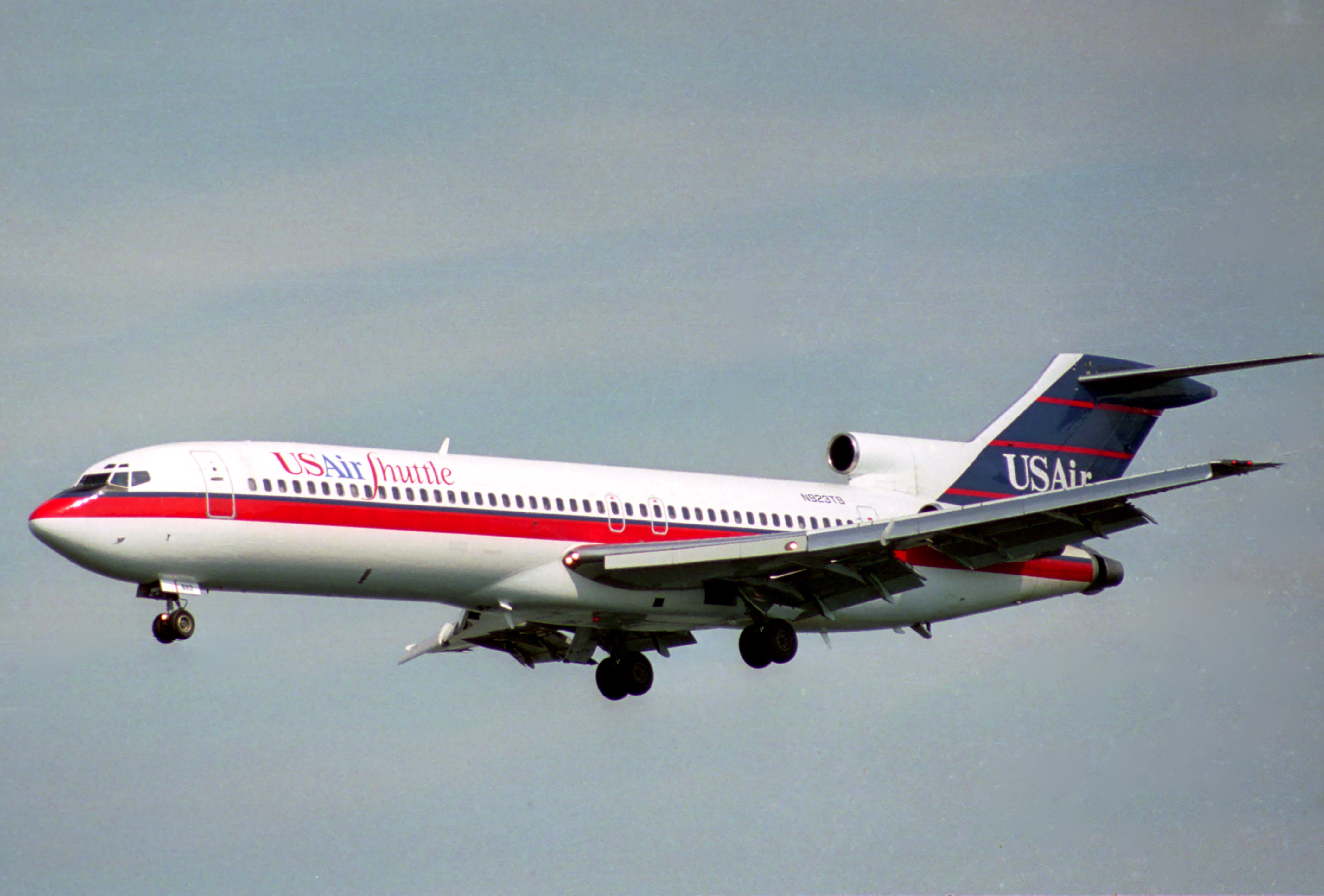
ボーイング727

2000年7月1日に、USエアウェイズシャトルはUSエアウェイズと合併した。保有機材であった、ボーイング727はダグラス DC-9-30やボーイング737-300に置き換えられた。合併後も、USエアウェイズによってシャトル便は運航され続け、USエアウェイズシャトルという名も残った。

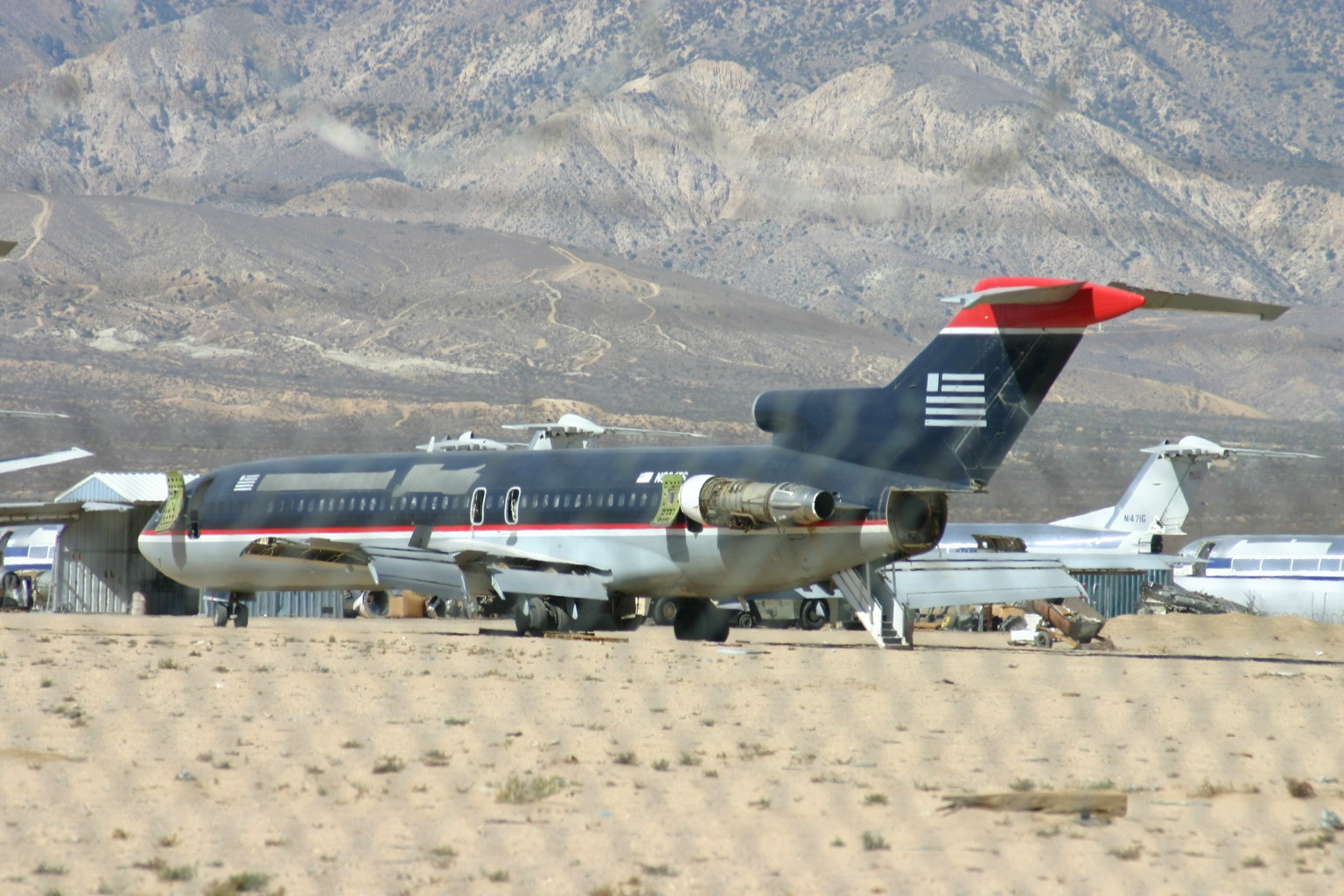
解体されるボーイング727

2003年後半に、USエアウェイズはシャトル便の運航事業の売却を検討したものの、売却はされなかった。
2014年1月23日、一部のUSエアウェイズエクスプレス便がアメリカン航空とのコードシェア便として運航され始めた。
2015年10月17日に、親会社であるUSエアウェイズとアメリカン航空の合併が行われ、それに伴いUSエアウェイズシャトルはアメリカン航空シャトルとなった。

## 保有機材
USエアウェイズシャトルは、エアバス A319とエンブラエル 190を使用し、アメリカン航空によって運航されていた。以前は、トランプ・シャトルから引き継いだボーイング727等で運航されていた。

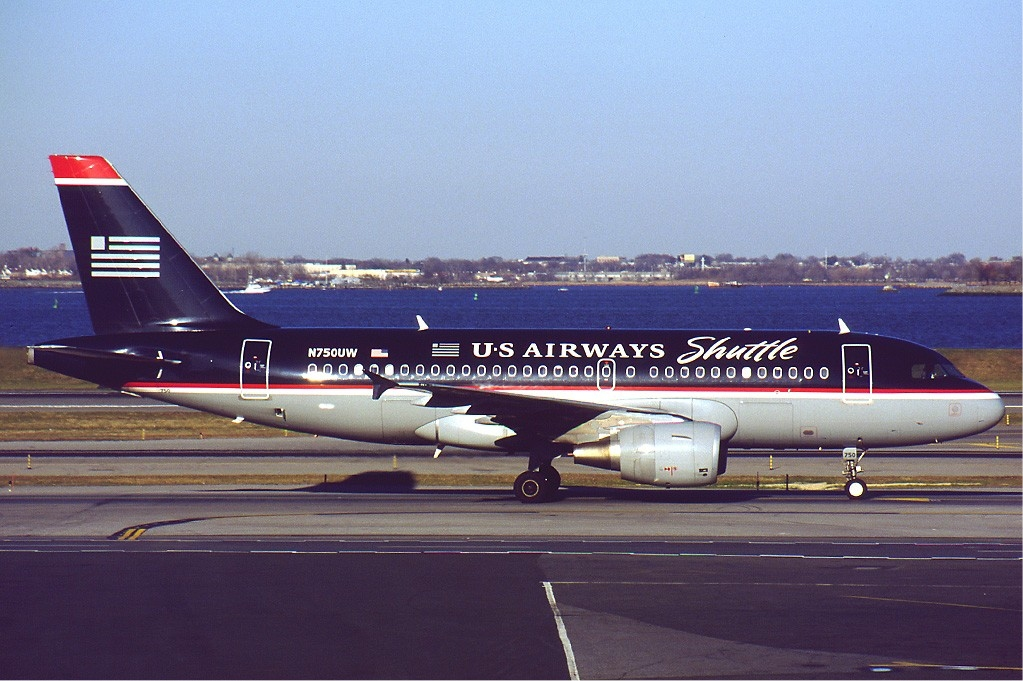
エアバス A319

### 退役機材
- エアバス A320-200
- ボーイング727-200
- ボーイング737-300
- ダグラス DC-9-30